# Karmosinryggig hackspett
Karmosinryggig hackspett (Colaptes rivolii) är en fågel i familjen hackspettar inom ordningen hackspettartade fåglar.

## Utseende
Karmosinryggig hackspett är en medelstor hackspett med omisskännlig fjäderdräkt. Ovansidan är lysande röd och undersidan gul. På kinden syns en tydlig ljus fläck och bröstet har ett mörkfjälligt utseende.

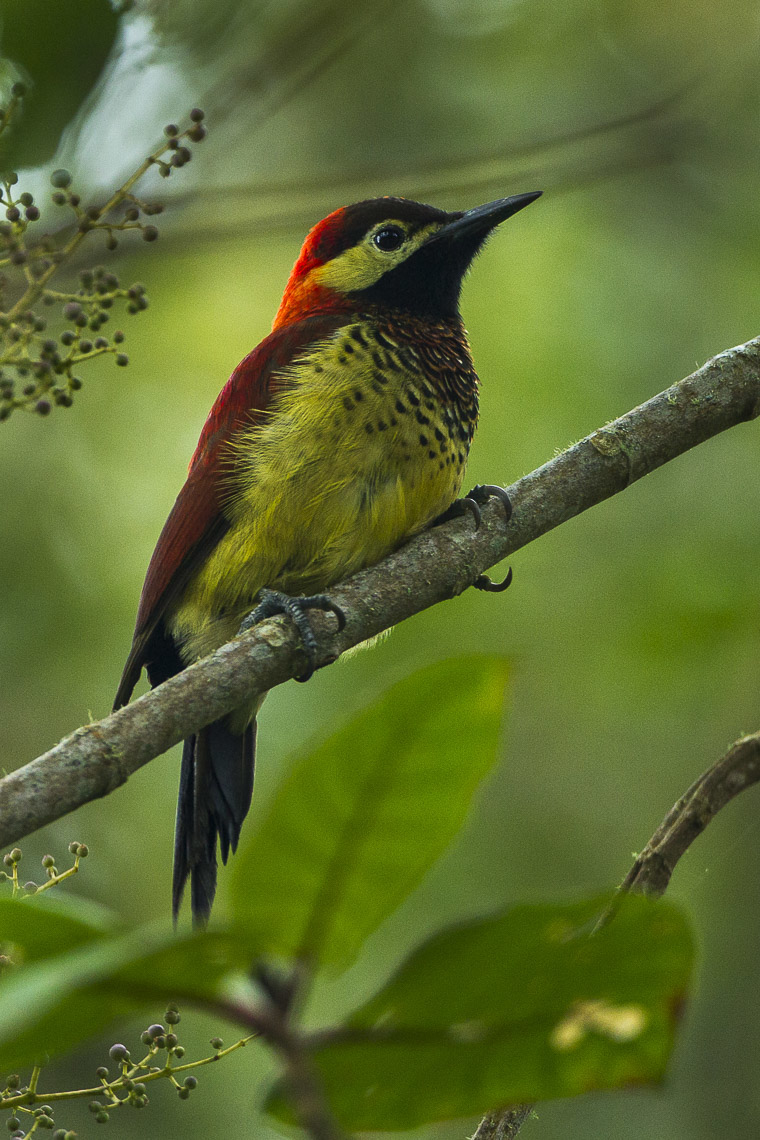

## Utbredning och systematik
Karmosinryggig hackspett förekommer i Anderna och delas in i sex underarter med följande utbredning:
- rivolii-gruppen
  - Colaptes rivolii quindiuna – nordcentrala Colombia
  - Colaptes rivolii zuliensis – bergsområdet Sierra de Perijá på gränsen mellan Colombia och Venezuela
  - Colaptes rivolii rivolii – östcentrala Colombia till nordvästra Venezuela
  - Colaptes rivolii meridae – västra Venezuela (Mérida och Táchira)
  - Colaptes rivolii brevirostris – sydvästra Colombia till centrala Peru
- Colaptes rivolii atriceps – sydöstra Peru och södra Bolivia

Underarten atriceps urskiljs som en egen art av Birdlife International och IUCN, "svartkronad hackspett" (Colaptes atriceps).

### Släktestillhörighet
Tidigare placerades den i Piculus, men studier visar att den är närmare släkt med arterna i Colaptes.

## Levnadssätt
Karmosinryggig hackspett hittas i subtropiska och tempererade zoner i Anderna. Den påträffas vanligen i molnskogars mellersta och övre skikt. Fågeln uppträder enstaka eller i par, ofta i artblandade flockar. Förutom att födosöka på traditionellt hackspettsmanér klättrande på trädstammar kan den också ses hoppa fram utmed mindre vågräta grenar.

## Status
IUCN bedömer hotstatus för underartsgrupperna (eller arterna) var för sig, båda som livskraftiga.

## Namn
Fågelns svenska och vetenskapliga artnamn hedrar François Victor Masséna (1799-1863), tredje furste av Essling och andre hertig av Rivoli, fransk ornitolog och samlare av specimen.